# 拉洛日欧谢夫尔
拉洛日欧谢夫尔（法語：La Loge-aux-Chèvres，法語發音：[la lɔʒ o ʃɛvʁ]）是法国奥布省的一个市镇，属于奥布河畔巴尔区。

## 地理
拉洛日欧谢夫尔（48°16'23"N, 4°24'48"E）面积2.82 平方千米，位于法国大東部大區奥布省，该省份为法国中北部省份，北起马恩省，西接塞纳-马恩省，西南至约讷省，东南至科多尔省，东临上马恩省。
与拉洛日欧谢夫尔接壤的市镇（或旧市镇、城区）包括：巴尔斯河畔尚、巴尔斯河畔旺德夫尔、谢讷新城。

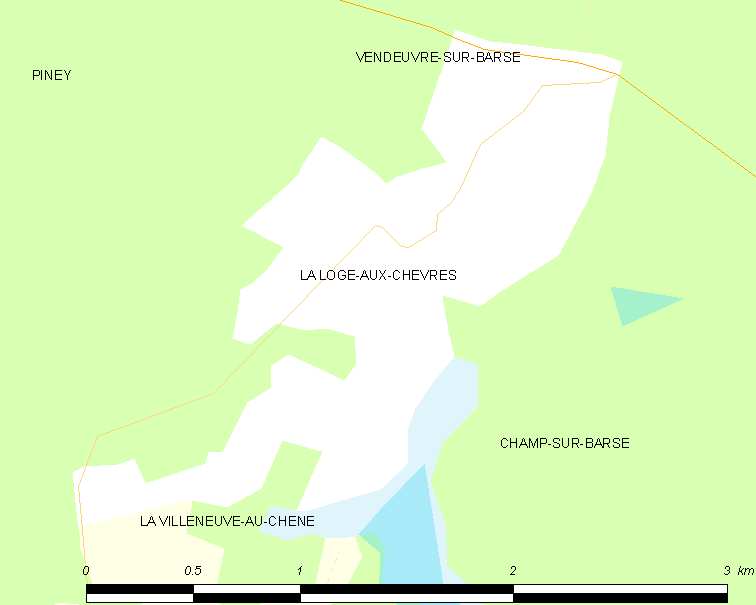
拉洛日欧谢夫尔的OSM定位图

拉洛日欧谢夫尔的时区为UTC+01:00、UTC+02:00（夏令时）。

## 行政
拉洛日欧谢夫尔的邮政编码为10140，INSEE市镇编码为10200。

## 政治
拉洛日欧谢夫尔所属的省级选区为巴尔斯河畔旺德夫尔县。

## 人口

1962-2008年间拉洛日欧谢夫尔人口变化图示

拉洛日欧谢夫尔于2022年1月1日时的人口数量为94人。